# Liste der Monuments historiques in Niederhergheim
Die Liste der Monuments historiques in Niederhergheim führt die Monuments historiques in der französischen Gemeinde Niederhergheim auf.

## Liste der Bauwerke
| Bezeichnung      | Beschreibung | Standort                  | Kennzeichnung | Schutzstatus | Datum | Bild           |
| ---------------- | --- | ------------------------- | ------------- | ------------ | ----- | -------------- |
| Kirche Ste-Lucie | 1870 nach einem Entwurf von G. Laubser erbaut; neuromanische Ausmalung 1896 von Carl Philipp Schilling, Kirchenfenster von Gesta | Rue d’Oberhergheim (Lage) | PA68000029    | Inscrit      | 2000  | weitere Bilder |
| Bauernhof        | Fachwerkbauernhof mit Nebengebäuden, Brunnen bezeichnet 1768                                                                     | 2 rue des Vignes (Lage)   | PA68000024    | Inscrit      | 1999  | weitere Bilder |